# Seznam epizod Zvezdna vrata SG-1
Ta članek vsebuje seznam epizod znanstvenofantastične nanizanke Zvezdna vrata SG-1.

### 1. sezona
- 1.01 "Children of the Gods, Part I"
- 1.02 "Children of the Gods, Part II"
- 1.03 "The Enemy Within"
- 1.04 "Emancipation"
- 1.05 "The Broca Divide"
- 1.06 "The First Commandment"
- 1.07 "Cold Lazarus"
- 1.08 "The Nox"
- 1.09 "Brief Candle"
- 1.10 "Thor's Hammer"
- 1.11 "The Torment of Tantalus"
- 1.12 "Bloodlines"
- 1.13 "Fire and Water"
- 1.14 "Hathor"
- 1.15 "Singularity"
- 1.16 "Cor-Ai"
- 1.17 "Enigma"
- 1.18 "Solitudes"
- 1.19 "Tin Man"
- 1.20 "There But For the Grace of God"
- 1.21 "Politics, Part I"
- 1.22 "Within the Serpent's Grasp, Part II"

### 2. sezona
- 2.01 "The Serpent's Lair; Part III"
- 2.02 "In the Line of Duty"
- 2.03 "Prisoners"
- 2.04 "The Gamekeeper"
- 2.05 "Need"
- 2.06 "Thor's Chariot"
- 2.07 "Message in a Bottle"
- 2.08 "Family"
- 2.09 "Secrets"
- 2.10 "Bane"
- 2.11 "The Tok'ra, Part I"
- 2.12 "The Tok'ra, Part II"
- 2.13 "Spirits"
- 2.14 "Touchstone"
- 2.15 "The Fifth Race"
- 2.16 "A Matter of Time"
- 2.17 "Holiday"
- 2.18 "Serpent's Song"
- 2.19 "One False Step"
- 2.20 "Show and Tell"
- 2.21 "1969"
- 2.22 "Out of Mind, Part I"

### 3. sezona
- 3.01 "Into the Fire, Part II"
- 3.02 "Seth"
- 3.03 "Fair Game"
- 3.04 "Legacy"
- 3.05 "Learning Curve"
- 3.06 "Point of View"
- 3.07 "Dead Man's Switch"
- 3.08 "Demons"
- 3.09 "Rules of Engagement"
- 3.10 "Forever in a Day"
- 3.11 "Past and Present"
- 3.12 "Jolinar's Memories, Part I"
- 3.13 "The Devil You Know, Part II"
- 3.14 "Foothold"
- 3.15 "Pretense"
- 3.16 "Urgo"
- 3.17 "A Hundred Days"
- 3.18 "Shades of Grey"
- 3.19 "New Ground"
- 3.20 "Maternal Instinct"
- 3.21 "Crystal Skull"
- 3.22 "Nemesis, Part I"

### 4. sezona
- 4.01 "Small Victories, Part II"
- 4.02 "The Other Side"
- 4.03 "Upgrades"
- 4.04 "Crossroads"
- 4.05 "Divide and Conquer"
- 4.06 "Window of Opportunity"
- 4.07 "Watergate"
- 4.08 "The First Ones"
- 4.09 "Scorched Earth"
- 4.10 "Beneath the Surface"
- 4.11 "Point of No Return"
- 4.12 "Tangent"
- 4.13 "The Curse"
- 4.14 "The Serpent's Venom"
- 4.15 "Chain Reaction"
- 4.16 "2010"
- 4.17 "Absolute Power"
- 4.18 "The Light"
- 4.19 "Prodigy"
- 4.20 "Entity"
- 4.21 "Double Jeopardy"
- 4.22 "Exodus, Part I"

### 5. sezona
- 5.01 "Enemies, Part II"
- 5.02 "Threshold, Part III"
- 5.03 "Ascension"
- 5.04 "The Fifth Man"
- 5.05 "Red Sky"
- 5.06 "Rite of Passage"
- 5.07 "Beast of Burden"
- 5.08 "The Tomb"
- 5.09 "Between Two Fires"
- 5.10 "2001"
- 5.11 "Desperate Measures"
- 5.12 "Wormhole X-Treme!"
- 5.13 "Proving Ground"
- 5.14 "48 Hours"
- 5.15 "Summit, Part I"
- 5.16 "Last Stand, Part II"
- 5.17 "Fail Safe"
- 5.18 "The Warrior"
- 5.19 "Menace"
- 5.20 "The Sentinel"
- 5.21 "Meridian"
- 5.22 "Revelations"

### 6. sezona
- 6.01 "Redemption, Part I"
- 6.02 "Redemption, Part II"
- 6.03 "Descent"
- 6.04 "Frozen"
- 6.05 "Nightwalkers"
- 6.06 "Abyss"
- 6.07 "Shadow Play"
- 6.08 "The Other Guys"
- 6.09 "Allegiance"
- 6.10 "Cure"
- 6.11 "Prometheus, Part I"
- 6.12 "Unnatural Selection, Part II"
- 6.13 "Sight Unseen"
- 6.14 "Smoke & Mirrors"
- 6.15 "Paradise Lost"
- 6.16 "Metamorphosis"
- 6.17 "Disclosure"
- 6.18 "Forsaken"
- 6.19 "The Changeling"
- 6.20 "Memento"
- 6.21 "Prophecy"
- 6.22 "Full Circle"

### 7. sezona
- 7.01 "Fallen, Part I"
- 7.02 "Homecoming, Part II"
- 7.03 "Fragile Balance"
- 7.04 "Orpheus"
- 7.05 "Revisions"
- 7.06 "Lifeboat"
- 7.07 "Enemy Mine"
- 7.08 "Space Race"
- 7.09 "Avenger 2.0"
- 7.10 "Birthright"
- 7.11 "Evolution, Part I"
- 7.12 "Evolution, Part II"
- 7.13 "Grace"
- 7.14 "Fallout"
- 7.15 "Chimera"
- 7.16 "Death Knell"
- 7.17 "Heroes, Part I"
- 7.18 "Heroes, Part II"
- 7.19 "Resurrection"
- 7.20 "Inauguration"
- 7.21 "Lost City, Part I"
- 7.22 "Lost City, Part II"

### 8. sezona
- 8.01 "New Order, Part I"
- 8.02 "New Order, Part II"
- 8.03 "Lockdown"
- 8.04 "Zero Hour"
- 8.05 "Icon"
- 8.06 "Avatar"
- 8.07 "Affinity"
- 8.08 "Covenant"
- 8.09 "Sacrifices"
- 8.10 "Endgame"
- 8.11 "Gemini"
- 8.12 "Prometheus Unbound"
- 8.13 "It's Good To Be King"
- 8.14 "Full Alert"
- 8.15 "Citizen Joe"
- 8.16 "Reckoning, Part I"
- 8.17 "Reckoning, Part II"
- 8.18 "Threads"
- 8.19 "Moebius, Part I"
- 8.20 "Moebius, Part II"

### 9. sezona
- 9.01 "Avalon, Part I"
- 9.02 "Avalon, Part II"
- 9.03 "Origin"
- 9.04 "The Ties That Bind"
- 9.05 "The Powers That Be"
- 9.06 "Beachhead"
- 9.07 "Ex Deus Machina"
- 9.08 "Babylon"
- 9.09 "Prototype"
- 9.10 "The Fourth Horseman, Part I"
- 9.11 "The Fourth Horseman, Part II"
- 9.12 "Collateral Damage"
- 9.13 "Ripple Effect"
- 9.14 "Ethon"
- 9.15 "Stronghold"
- 9.16 "Off The Grid"
- 9.17 "The Scourge"
- 9.18 "Arthur's Mantle"
- 9.19 "Crusade"
- 9.20 "Camelot"

### 10. sezona
- 10.01 "Flesh And Blood"
- 10.02 "Morpheus"
- 10.03 "The Pegasus Project"
- 10.04 "Insider"
- 10.05 "Uninvited"
- 10.06 "200"
- 10.07 "Counterstrike"
- 10.08 "Memento Mori"
- 10.09 "Company Of Thieves"
- 10.10 "Quest, Part I"
- 10.11 "Quest, Part II"
- 10.12 "Line in the Sand"
- 10.13 "The Road Not Taken"
- 10.14 "The Shroud"
- 10.15 "Bounty"
- 10.16 "Bad Guys"
- 10.17 "Talion"
- 10.18 "Family Ties"
- 10.19 "Dominion"
- 10.20 "Unending"